# Czesław Zadrożny
Czesław Zadrożny ps. Głowacki, Mykita (ur. 8 maja 1904 w Warszawie, zm. 8 września 1944 tamże) – żołnierz Batalionów Chłopskich i Armii Krajowej, komendant Okręgu Wołyń Batalionów Chłopskich, uczestnik powstania warszawskiego walczący w batalionie „Kiliński“ Armii Krajowej.

## Życiorys
Urodził się jako syn Wawrzyńca.
Podczas okupacji niemieckiej od roku 1940 w konspiracji. Był współzałożycielem Organizacji Małego Sabotażu „Wawer“, a także komendantem Okręgu Północ. 28 lipca 1941 spalił wykonaną z dykty makietę znaku „V“ na pl. Piłsudskiego, który Niemcy rok wcześniej (1 września 1940) przemianowali na Adolf-Hitler-Platz. Gubernator dystryktu Ludwig Fischer zamieścił opis tego wydarzenia w swoim urzędowym raporcie.
Następnie pracował na Wołyniu jako kierownik Wydziału Bezpieczeństwa Okręgowej Delegatury Rządu RP. Zamieszkał w Kowlu. Równocześnie był zastępcą komendanta VIII Okręgu Wołyń BCh. Po zamordowaniu 10 lipca 1943 Zygmunta Rumla przez UPA objął stanowisko komendanta VIII Okręgu Wołyń BCh. Pod koniec 1943 powrócił do Warszawy.
W powstaniu warszawskim był dowódcą „Wawerskiej” kompanii w szeregach batalionu „Kiliński“. Został ranny 8 września 1944 w rejonie ul. Nowy Świat. Poległ tego samego dnia przy ul. Chmielnej 8. 
Odznaczony Srebrnym Krzyżem Zasługi z Mieczami.